# 全日本スノーボード選手権大会
全日本スノーボード選手権大会（ぜんにほん―せんしゅけんたいかい）は、日本スノーボード協会が主催するスノーボード全国大会である。毎年3月に開催される。

## 概要
1983年に第1回が開催された。
第20回（2002年）からは原則として開催地を2箇所に分けて行われている。
下部団体が開催する地区大会と全日本学生スノーボード選手権大会の上位者に出場資格が与えられる。近年は公認大会の優勝者など、地区によって出場権の発行方法が多様化している。
一般クラス男女上位3位の選手へは公認プロ登録の資格が与えられる。
GAORAによる中継も行われていた。
なお、全日本スキー連盟主催の全日本スキー選手権大会スノーボード競技とは異なる大会である。

## 開催競技
- デュアルスラローム（DU）
- ジャイアントスラローム（GS）
- スノーボードクロス（SX）
- ハーフパイプ（HP）
- スロープスタイル（SS）

### 過去の開催種目
- スラローム（SL）第2〜8・10〜12・14〜22回
- パラレルスラローム（PSL）第9・13・25回
- スーパージャイアントスラローム（SG）第7〜12回
- ダウンヒル（DH）第2〜6回
- モーグル（MO）第7回
- ボーダークロス（BX）第14・16・18〜20回 ※第21回よりスノーボードクロス（SX）に名称変更